# Василенко, Борис Петрович
Бори́с Петро́вич Василе́нко (1877—1923) — русский офицер-артиллерист, полковник (1916), участник Русско-японской, Первой мировой и Гражданской войн, белоэмигрант в Греции.

## Биография
Из потомственных дворян Полтавской губернии, уроженец той же губернии (родился в губернском городе Полтаве). Православного вероисповедания.
По окончании курса Петровского Полтавского кадетского корпуса вступил в военную службу, — с 1 сентября 1895 года был зачислен юнкером рядового звания в Александровское военное училище в губернском городе Москве. В августе 1897 года, окончив курс училища по I разряду, был произведен из портупей-юнкеров в подпоручики и назначен на службу в 47-ю артиллерийскую бригаду, расквартированную близ села Млиев Черкасского уезда Киевской губернии и переименованную в декабре того же года в 44-ю артиллерийскую бригаду.
В августе 1900 года произведен в поручики.
Участник Русско-японской войны. В июне 1904 года переведен в 30-ю артиллерийскую бригаду, расквартированную в губернском городе Минске, в составе которой был отправлен в Маньчжурию, в действующую армию; в августе 1904 года произведен в штабс-капитаны. Принимал участие в боях.
После войны, в январе 1907 года, переведен в 38-ю артиллерийскую бригаду, расквартированную близ местечка Пружаны Гродненской губернии. В августе 1910 года произведен в капитаны, — старший офицер 3-й батареи, с 28.09.1913 — заведывающий школой подпрапорщиков бригады.
На 1914 год — был женат на уроженке Карсской области православного вероисповедания, имел сына 1910 года рождения.
Участник Первой мировой войны. С 18.07.1914 — командующий 2-й батареей 75-й артиллерийской бригады, сформированной в июле 1914 года, по всеобщей мобилизации, из кадра 38-й артиллерийской бригады; в 1915—1916 годах — командующий, затем командир 6-й батареи той же бригады. С мая 1915 года — подполковник.
В мае 1916 года произведен в полковники.
С 20 октября 1916 года — командир 2-го дивизиона 67-й артиллерийской бригады.

Высочайшим приказом от 30 октября 1916 года было утверждено награждение полковника Василенко Георгиевским оружием: 
…за то, что в боях 8-го и 9-го сентября 1915 года у д.д. Стошаны и Ковнятин, всё время находясь на передовом наблюдательном пункте в сфере действительного ружейного огня, весьма удачно руководил огнём своей батареи, чем дал возможность нанести неприятелю решительное поражение.
В боях был дважды ранен: в августе 1914 и в сентябре 1915 года.
После Октябрьской революции 1917 года, в 1918 году, служил в армии Украинской державы, с 07.09.1918 — командир 34-го лёгкого артиллерийского полка 6-го Полтавского армейского корпуса.
Сведения о деятельности полковника Василенко Бориса Петровича в 1919—1920 годах отсутствуют. С 1920 года он в эмиграции в Греции. Был действительным членом Союза русских увечных воинов в Салониках. Скончался 8 августа 1923 года в санатории близ Салоник; похоронен на местном кладбище.

## Награды
- Медаль «В память царствования императора Александра III» (26.05.1896)[6]
- Святого Станислава 3-й степени (31.10.1905)[6]
  - мечи и бант к имеющемуся ордену Святого Станислава 3-й степени (утв. ВП  от 29.04.1907)[6]
- Медаль «В память русско-японской войны» (светло-бронзовая; 1906)
- Орден Святой Анны 3-й степени (06.12.1911; ВП от 25.02.1912)
- Медаль «В память 300-летия царствования дома Романовых» (21.02.1913)[6]
- Орден Святого Станислава 2-й степени с мечами (02.01.1915; ВП от 10.01.1915)
- Орден Святого Владимира 4-й степени с мечами и бантом (ВП от 16.08.1915)
- Орден Святой Анны 2-й степени с мечами (утв. ВП от 21.09.1916)
- Георгиевское оружие (утв. ВП от 13.10.1916)
- Орден Святого Владимира 3-й степени с мечами (ПАФ от 30.09.1917)

## Комментарии
1. ↑  Информация из некоторых источников об окончании Борисом Петровичем Василенко Николаевской академии Генерального штаба ошибочна, — в архивных материалах и в справочной литературе такие сведения отсутствуют.